# Batalla de Martos
La batalla de Martos fue una batalla librada durante la Reconquista española que tuvo lugar en las lindes entre Martos y Torredonjimeno, en la actual provincia andaluza de Jaén, el 21 de octubre de 1275. La batalla se libró entre las tropas del reino nazarí de Granada y las del reino de Castilla. El resultado fue una victoria de las tropas nazaríes, que aniquiló casi por completo las fuerzas castellanas. Existe cierta confusión en las fechas ya que diferentes autores informan fechas diferentes. Jerónimo Zurita, por ejemplo, informó que la batalla tuvo lugar entre mayo y agosto; los autores más modernos, sin embargo, la sitúan entre septiembre y octubre.

## Contexto histórico
A comienzos de la década de 1270, el reino nazarí de Granada solía pagar parias al reino cristiano de Castilla. En 1273, el rey Alfonso X de Castilla decidió aumentar la aportación que debía pagarse, hasta llegar a una suma de 300.000 maravedíes, una cifra que Muhammad II de Granada, recién ascendido al trono, consideró totalmente inaceptable. Ante esa situación, se decidió pedir ayuda a Fez (actual Marruecos), al sultán meriní Abu Yúsuf Yaqub ibn Abd al-Haqq.
La circunstancia fue aprovechada por los miníes y en el verano del año 1275 cruzaron el estrecho de Gibraltar con un gran ejército que, junto con las tropas nazaríes, atacaron el territorio castellano. En ese momento, Alfonso X se encontraba lejos de su reino, librando en Beaucaire (Francia) los últimos conatos del pleito que tenía con la Iglesia romana y con el papa Gregorio X que le obligaría a renunciar al título de Rey de romanos. Su hijo y heredero, Fernando de la Cerda, que actuaba como regente del reino, se apresuró a reunir tropas para atajar la disputa. No obstante, falleció inesperadamente en Villa Real (actual Ciudad Real) el 25 de julio.
Sin líderes que pudieran hacer frente a los ataques, las fuerzas merinís tenían camino libre para avanzar desde el sur. En septiembre, el entonces adelantado mayor de Andalucía, Nuño González de Lara el Bueno, intentó detenerlos, pero fue derrotado y asesinado en la batalla de Écija. El joven arzobispo de Toledo, el infante Sancho de Aragón, termina poniéndose a la cabeza de una fuerza de caballeros procedentes de Toledo, Madrid, Guadalajara y Talavera de la Reina para marchar al sur para interceptar a los invasores. Otra fuerza de ayuda marchaba hacia Jaén bajo el mando de Lope Díaz III de Haro.

## Batalla
Las tropas castellanas estaban alojadas en Torredelcampo cuando el arzobispo Sancho recibió noticias de fray Alfonso García, comandante de Martos de la Orden de Calatrava, de que una fuerza árabe estaba llena de botines y prisioneros cristianos. Sus propios hombres le aconsejaron que esperara a ser alcanzado por las fuerzas de Lope Díaz de Haro antes de atacar, pero el joven Sancho decidió atacar de inmediato. La contienda, probablemente tuvo lugar cerca de los terrenos que hoy en día pertenecen al pueblo de Torredonjimeno. Los castellanos, superados en número, fueron en su mayoría aniquilados, logrando muy pocos caballeros poder huir para ponerse a salvo. Otros tantos supervivientes fueron asesinados o hechos prisioneros. En el combate también fue hecho prisionero el joven Sancho de Aragón, de 25 años, que al ser reconocido como un rehén de gran importancia por ser hijo de Jaime I de Aragón, fue disputado por las tropas nazaríes y las meriníes. La cuestión fue zanjada cuando el arráez nazarí de Málaga decidió decapitar al infante y cortarle las manos, en las que tenía los anillos episcopales. La cabeza fue entregada a los meniríes y la mano a los nazaríes.

## Hechos posteriores
Lope Díaz de Haro llegó a la zona para lograr recuperar el cuerpo del arzobispo, pero decidió no perseguir a sus asesinos. Más tarde, en Castilla tomó su defensa como nuevo heredero de Alfonso X su segundo hijo el infante Sancho, que regresó de Francia y tomó la delantera, organizando una rápida defensa de los territorios del sur. Otra consecuencia de la batalla fue que el reino de Aragón atacó al reino nazarí de Granada por el sureste. El sultán Abu Yúsuf Yaqub ibn Abd al-Haqq decidió volver a Marruecos, mientras en la península se generó una tregua de facto entre Castilla y Granada. Estos eventos fueron el comienzo de la llamada batalla del Estrecho entre Castilla y los moros que duró hasta la década de 1350.